# Pic vert et noir
Colaptes melanochloros
Espèce
Statut de conservation UICN

 LC  : Préoccupation mineure
Le Pic vert et noir (Colaptes melanochloros) est une espèce d'oiseau appartenant à la famille des Picidae.